# Eurytoma sarcophaga
Eurytoma sarcophaga är en stekelart som beskrevs av Girault 1915. Eurytoma sarcophaga ingår i släktet Eurytoma och familjen kragglanssteklar. Inga underarter finns listade i Catalogue of Life.